# George R. Viscome
| Odkryte planetoidy: 33 | Odkryte planetoidy: 33 |
| ---------------------- | ---------------------- |
| (10194) 1996 QN1       | 18 sierpnia 1996       |
| (10379) Lake Placid    | 18 lipca 1996          |
| (10895) Aynrand        | 11 października 1997   |
| (14075) Kenwill        | 18 lipca 1996          |
| (14093) 1997 OM        | 26 lipca 1997          |
| (14529) 1997 NR2       | 6 lipca 1997           |
| (14531) 1997 PM2       | 7 sierpnia 1997        |
| (14983) 1997 TE25      | 12 października 1997   |
| (17638) Sualan         | 11 sierpnia 1996       |
| (17642) 1996 TY4       | 6 października 1996    |
| (18502) 1996 PK1       | 11 sierpnia 1996       |
| (27950) 1997 OF1       | 30 lipca 1997          |
| (29454) 1997 RZ6       | 9 września 1997        |
| (31125) 1997 SL1       | 22 września 1997       |
| (32962) 1996 PH1       | 11 sierpnia 1996       |
| (32963) 1996 PJ1       | 11 sierpnia 1996       |
| (32966) 1996 PE5       | 15 sierpnia 1996       |
| (35279) 1996 SR        | 20 września 1996       |
| (35283) Bradtimerson   | 5 października 1996    |
| (44004) 1997 SS3       | 25 września 1997       |
| (52594) 1997 RF3       | 5 września 1997        |
| (52598) 1997 SR3       | 25 września 1997       |
| (52607) 1997 TX16      | 7 października 1997    |
| (65866) 1997 PA4       | 10 sierpnia 1997       |
| (69549) 1997 LC4       | 9 czerwca 1997         |
| (85482) 1997 PL2       | 7 sierpnia 1997        |
| (100459) 1996 TB5      | 6 października 1996    |
| (101506) 1998 XP17     | 13 grudnia 1998        |
| (120714) 1997 SQ3      | 25 września 1997       |
| (160529) 1996 TN1      | 6 października 1996    |
| (192416) 1997 MA1      | 28 czerwca 1997        |
| (221983) 1996 PJ2      | 12 sierpnia 1996       |
| (267036) 1997 SC11     | 27 września 1997       |

George R. Viscome (ur. 1956) – amerykański astronom amator z Lake Placid w stanie Nowy Jork. Pracował jako technik w studiu telewizyjnym w Albany w stanie Nowy Jork.
W latach 1996–1998 odkrył 33 planetoidy. W uznaniu jego pracy jedną z planetoid nazwano (6183) Viscome – jego obserwacje tej planetoidy w trakcie opozycji przyczyniły się do dokładnego określenia jej orbity i nadania jej oficjalnego numeru.